# Intoxicação por água
A intoxicação por água, também conhecida como envenenamento por água, hiperidratação, superidratação ou toxemia hídrica, é um distúrbio potencialmente fatal nas funções cerebrais que pode ocorrer quando o equilíbrio normal de eletrólitos no corpo é levado para fora dos limites seguros pela ingestão excessiva de água.
Em circunstâncias normais, consumir acidentalmente muita água é excepcionalmente raro. A maioria das mortes relacionadas à intoxicação por água em indivíduos saudáveis resultou de competições de ingestão de água, nas quais os indivíduos tentam consumir grandes quantidades de água, ou de longos períodos de exercício durante os quais quantidades excessivas de líquidos foram consumidas. Além disso, a cura pela água, um método de tortura em que a vítima é forçada a consumir quantidades excessivas de água, pode causar intoxicação por água.
A água, como qualquer outra substância, pode ser considerada um veneno quando consumida em excesso em um curto período de tempo. A intoxicação hídrica ocorre principalmente quando a água é consumida em grandes quantidades, provocando distúrbios no equilíbrio eletrolítico.
O excesso de água no corpo também pode ser resultado de uma condição médica ou tratamento inadequado; veja " hiponatremia " para alguns exemplos. A água é considerada um dos compostos químicos menos tóxicos, com uma DL50 superior a 90g/kg de peso corporal em ratos; beber seis litros em três horas causou a morte de um ser humano.

## Fatores de risco

### Baixa massa corporal (bebês)
Pode ser muito fácil para crianças menores de um ano (especialmente aquelas com menos de nove meses) absorverem muita água. Devido à sua pequena massa corporal, é fácil para eles ingerirem uma grande quantidade de água em relação à massa corporal e às reservas totais de sódio do corpo.

### Esportes de resistência
Corredores de maratona são suscetíveis à intoxicação por água se beberem muito enquanto correm. Isso ocorre quando os níveis de sódio caem abaixo de 135 mmol/L, o que pode acontecer quando atletas consomem grandes quantidades de líquidos. Foi observado que isso é resultado do incentivo à reposição excessiva de fluidos por várias diretrizes. Isso foi amplamente identificado em corredores de maratona como uma hiponatremia dilucional. Um estudo realizado com corredores que completaram a Maratona de Boston de 2002 descobriu que 13% terminaram a corrida com hiponatremia. O estudo concluiu que o preditor mais forte de hiponatremia foi o ganho de peso durante a corrida (hidratação excessiva) e que a hiponatremia teve a mesma probabilidade de ocorrer em corredores que escolheram bebidas esportivas como naqueles que escolheram água.

### Treinamento militar
Hiponatremia e outras condições físicas associadas à intoxicação por água são vistas com mais frequência em participantes de treinamento militar. Um estudo do Exército dos EUA descobriu que 17 recrutas foram internados no hospital durante um período de um ano por intoxicação por água enquanto outro descobriu que três soldados morreram, levando a uma recomendação de que não mais do que 1–1,5L deve ser consumido por hora de sudorese intensa.

### Esforço excessivo e estresse por calor
Qualquer atividade ou situação que promova suor intenso pode levar à intoxicação hídrica quando a água é consumida para repor fluidos perdidos. Pessoas que trabalham em ambientes com calor e/ou umidade extremos por longos períodos devem tomar cuidado para beber e comer de maneiras que ajudem a manter o equilíbrio eletrolítico. Pessoas que usam drogas como MDMA (frequentemente referidas coloquialmente como "Ecstasy") podem se esforçar demais, transpirar muito, sentir mais sede e, então, beber grandes quantidades de água para se reidratar, levando ao desequilíbrio eletrolítico e à intoxicação hídrica - isso é agravado, pois o uso de MDMA, aumenta os níveis do hormônio antidiurético (ADH), diminuindo a quantidade de água perdida pela micção. Mesmo pessoas que estejam em repouso em ambientes extremamente quentes ou úmidos podem correr o risco de intoxicação hídrica se beberem grandes quantidades de água em curtos períodos para se reidratar.

### Condições psiquiátricas
Polidipsia psicogênica é a condição psiquiátrica na qual os pacientes se sentem compelidos a beber quantidades excessivas de água, colocando-os em risco de intoxicação hídrica. Esta condição pode ser especialmente perigosa se o paciente também apresentar outras indicações psiquiátricas (como é frequentemente o caso), pois os cuidadores podem interpretar mal os sintomas hiponatrêmicos.

### Iatrogênico
Quando uma pessoa inconsciente está sendo alimentada por via intravenosa (por exemplo, nutrição parenteral total ) ou por meio de uma sonda nasogástrica, os fluidos administrados devem ser cuidadosamente equilibrados em composição para corresponder aos fluidos e eletrólitos perdidos. Esses fluidos são normalmente hipertônicos e, portanto, água é frequentemente administrada concomitantemente. Se os eletrólitos não forem monitorados (mesmo em um paciente ambulatorial), pode ocorrer hipernatremia ou hiponatremia.
Alguns medicamentos neurológicos/psiquiátricos ( oxcarbazepina, entre outros) podem causar hiponatremia em alguns pacientes. Pacientes com diabetes insípido são particularmente vulneráveis devido ao rápido processamento de fluidos.

## Fisiopatologia
No início dessa condição, o fluido fora das células tem uma quantidade excessivamente baixa de solutos, como sódio e outros eletrólitos, em comparação ao fluido dentro das células, fazendo com que o fluido se mova para dentro das células para equilibrar sua concentração osmótica . Isso faz com que as células inchem. O inchaço aumenta a pressão intracraniana no cérebro, o que leva aos primeiros sintomas observáveis de intoxicação por água: dor de cabeça, alterações de personalidade, alterações de comportamento, confusão, irritabilidade e sonolência . Às vezes, esses sintomas são acompanhados de dificuldade para respirar durante o esforço, fraqueza e dor muscular, espasmos ou cãibras, náusea, vômito, sede e diminuição da capacidade de perceber e interpretar informações sensoriais. À medida que a condição persiste, podem surgir sinais como papiledema  e alterações em dados vitais, incluindo bradicardia e aumento da pressão de pulso . As células do cérebro podem inchar a ponto de o fluxo sanguíneo ser interrompido, resultando em edema cerebral . Células cerebrais inchadas também podem aplicar pressão ao tronco cerebral, causando disfunção do sistema nervoso central. Tanto o edema cerebral como a interferência no sistema nervoso central são perigosos e podem resultar em convulsões, danos cerebrais, coma ou morte.

## Prevenção
A intoxicação por água pode ser prevenida se a ingestão de água de uma pessoa não exceder em muito suas perdas. Rins saudáveis são capazes de excretar aproximadamente 800 mililitros a um litro de água fluida (0,84–1,04 quartos) por hora. No entanto, o estresse (devido ao esforço físico prolongado), bem como estados de doença, podem reduzir muito essa quantidade.

## Tratamento
Intoxicação leve pode permanecer assintomática e exigir apenas restrição de líquidos. Em casos mais graves, o tratamento consiste em:
- Diuréticos para aumentar a micção, que são mais eficazes para o excesso de volume sanguíneo.
- Antagonistas do receptor de vasopressina

## Casos notáveis
- 325 a.C.: Alexandre, o Grande, perde muitos companheiros de viagem devido à ingestão excessiva de água durante uma marcha pelo deserto de Gedrosian[16][17]
- 1097: Durante a Primeira Cruzada, de acordo com pelo menos uma crônica, muitos cruzados morreram depois de beber muito de um rio enquanto marchavam para Antioquia[18].
- 1991, Andy Warhol : Cinco anos após sua morte, a família de Warhol acusou publicamente o hospital onde sua vesícula biliar foi removida de causar sua morte por intoxicação por água administrada no pós-operatório. Um peso de autópsia reivindicado de 150 libra (massa)s (68 kg), com seu peso sendo 128 libra (massa)s (58 kg) quando admitido, foi citado como evidência de que muito líquido havia sido administrado[19].
- 16 de novembro de 1995: Leah Betts, uma estudante britânica, morreu por beber muita água, embora na mídia sua morte tenha sido erroneamente atribuída à ingestão de um comprimido de ecstasy em sua festa de 18 anos[20].
- 2003: O ator britânico Anthony Andrews sobreviveu a um caso de intoxicação por água. Na época, ele estava atuando como Henry Higgins em uma reestreia do musical My Fair Lady e consumia até oito litros de água por dia. Ele ficou inconsciente e em tratamento intensivo por três dias[21][22].
- 2 de fevereiro de 2005: Matthew Carrington, um estudante da Chico State University, em Chico, Califórnia, morreu como resultado direto de um ritual de trote de fraternidade envolvendo intoxicação forçada por água.
- 12 de janeiro de 2007: Jennifer Strange morreu após beber quase 7,6 litros de água na tentativa de ganhar um Nintendo Wii[23]. O programa matinal da estação de rádio KDND, o Morning Rave, realizou um concurso no ar intitulado "Segure seu xixi por um Wii", no qual os competidores eram solicitados a beber o máximo de água que pudessem sem urinar. Os DJs foram informados dos perigos, mas não informaram os competidores. A empresa-mãe da KDND, Entercom Sacramento LLC, foi posteriormente condenada a pagar $ 16.577.118 em danos à família de Strange[24][25].
- 11 de março de 2020: Zachary Sabin, uma criança de 11 anos, morreu após ser forçada pelos pais a beber quase três litros de água em apenas quatro horas. Eles acharam que sua urina estava muito escura, então o fizeram beber água até vomitar[26].
- Um estudo de 2022 propôs que a morte do ator de artes marciais Bruce Lee em 1973 foi devido a envenenamento por água[27].
- 4 de julho de 2023: Uma mulher de Indiana de 35 anos morreu após consumir muita água durante férias com sua família[28].